# Bundesautobahn 215
La Bundesautobahn 215, abbreviata anche in BAB 215, è una autostrada tedesca, che collega l'autostrada BAB 7 con la città di Kiel.
Scorre interamente nello Schleswig-Holstein e ha la particolarità di formare con le autostrade BAB 7 e BAB 210 un triangolo quasi equilatero.

## Percorso
| BAB 215 |           |                        |      |                |                |
| Tipo    | n° uscita | Indicazione            | km   | Corrispondenze | Strada europea |
|         | 1         | Kiel Westring          | 22,9 |                |                |
|         | 2         | Kiel Mitte             | 21,9 |                |                |
|         | 3         | Quadrivio di Kiel West | 19,0 |                |                |
|         | 4         | Blumenthal             | 9,4  |                |                |
|         | 5         | Trivio di Bordesholm   | 2,4  |                |                |